# Грунло
Грунло (нидерл. Groenlo) — город в Нидерландах.
Расположен в муниципалитете Ост Гелре (Oost Gelre) в провинции Гелдерланд.
Грунло в регионе 'Ахтерхук' (Achterhoek). Население 10 тыс. человек.(2007)

Грунло раньше был известен под именем Гролль или Гроль (Grolle, Grol).
Пивоварня Grolsch (буквально: из Гролля) была основана в 1615 году в городе Грунло.

## История
- VII век — Деревня Грунло была основана
- 1277 — Грунло получил городские права
- 1597, 1606, 1627 — Несколько осад, во время Нидерландской революции

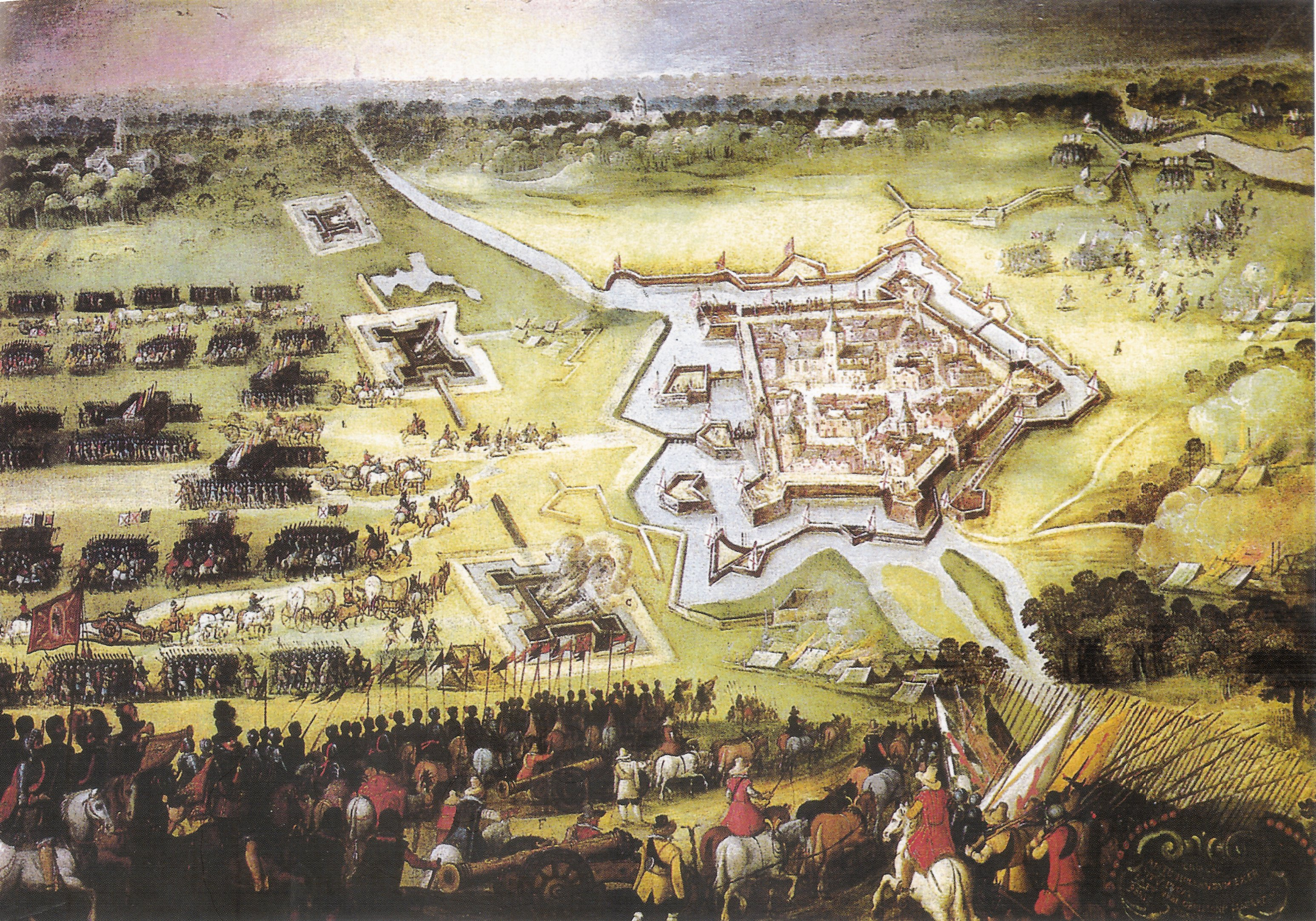
Aрмии Спинола осаждают Гролль, 1606. Peeter Snayers.

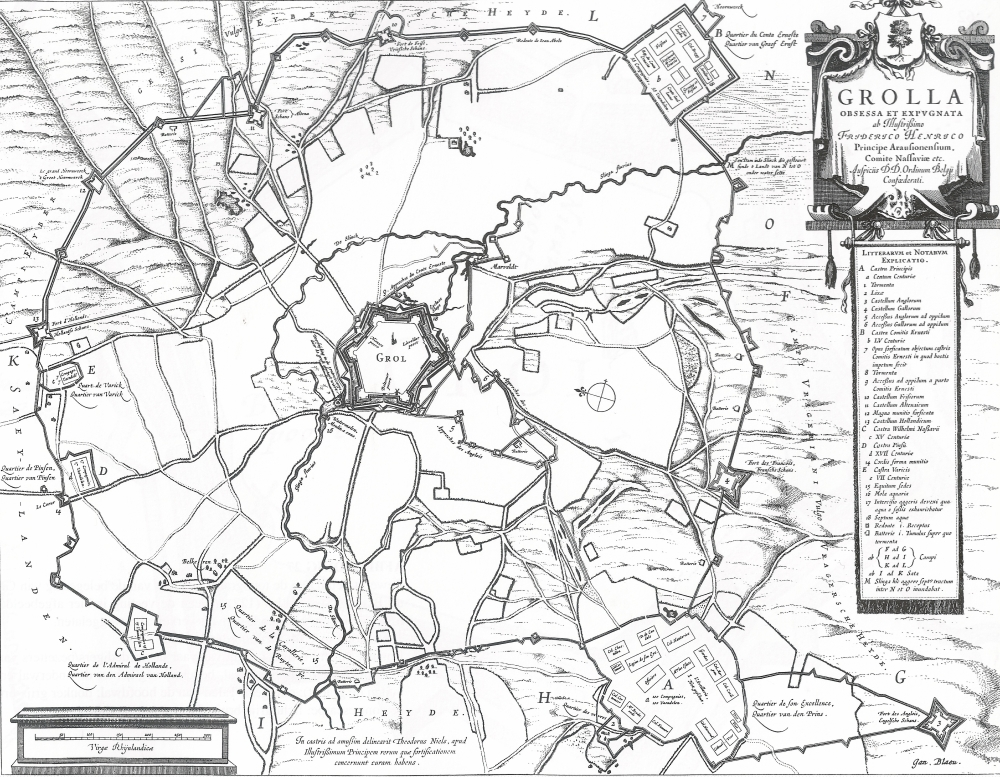
Осада Гролля, 1627. J. Blaeu.